# 신체제운동
신체제운동(일본어: 新体制運動 신타이세이운도[*])이란 제2차 세계 대전기 일본 제국에서 고노에 후미마로가 중심이 되어 시도한 제3의 위치적 정치 운동이다.
고노에는 독일의 나치당과 이탈리아의 국가 파시스트당을 모방하여 유일합법정당이자 동시에 국민동원조직인 단체를 결성하려 했다. 메이지 유신에서부터 시작된 제국주의-소시민-시민혁명 노선을 비판하고, 학교 제도의 폐지, 정당의 해산, 어용 노조의 대동단결을 통해 사유재산제 폐지와 열강과의 전쟁을 성취하는 것을 비전으로 삼았다.
대공황으로 인한 전간기 말기의 혼란기는 독일-이탈리아의 파시즘과 소련의 공산주의로 대표되는 집산주의 체제의 흥기를 불러왔다. 1938년 일본 내각총리대신에 취임한 고노에는 이 집산주의를 세계적 조류로 인식하고, 곧 세계가 소련, 독일-이탈리아, 미국, 일본이라는 4대 세력으로 분할 지배될 것을 전망했다. 그래서 일본을 당대 잘 나가던 다른 나라들처럼 집산주의화하는 것이 고노에의 기획이었고, 여기에는 전향 좌파 출신 전문가들이 많이 참여했다.
고노에의 구상은 대정익찬회라는 결실을 맺었지만, 대정익찬회를 나치당 같은 존재로, 일본을 독일 같은 진정한 파시즘 국가로 만들려는 궁극적인 꿈은 군부의 견제와 기성보수세력(히라누마 기이치로 등)의 반발로 인해 실현되지 못했다. 군부는 신체제운동이 성공했을 시 고노에의 권력이 쇼와 천황마저 넘볼 수 있음을 경계했고, 보수세력은 집산주의 경향을 빨갱이스럽다고 여기고 냉담했다.